# Zawady (osada leśna w województwie śląskim)
Zawady – osada leśna w Polsce położona w województwie śląskim, w powiecie kłobuckim, w gminie Popów.